# Pápa Levente
Pápa Levente (Tata, 1975. május 9. –) magyar közgazdász, politikus, 2014-től 2016-ig az Együtt – A Korszakváltók Pártjának tagja, 2014 júniusától kilépéséig a párt elnökségének tagja, a párt gazdaságpolitikusa.

## Tanulmányai
Érettségi bizonyítványát 1993-ban a tatai Eötvös József Gimnáziumban szerezte természettudományos tagozaton. ELTE fizika szakon kezdte felsőfokú tanulmányait, majd képzést váltott és a Budapesti Közgazdaságtudományi Egyetemen Köztársasági ösztöndíjjal diplomázott 2004-ben pénzügy szakirányon. Egyetemi évei alatt 1999-2004-ig a Rajk László Szakkollégium szakkollégistája, ahol két évig a diákbizottságnak is tagja volt. A Magyar Közgazdász Egyesület tagja, 2008-ban Költségvetési fenntarthatóság címmel, 2012-ben A devizakitettség következményei címmel jelent meg publikációja.

## Szakmai pályafutása
Egyetemi végzését követően 2004-2008-ig az Argenta Zrt. elemzője és portfóliókezelője, ahol hosszú-távú, külföldi tőkebefektetésekkel foglalkozott. 2008-2010-ig a Morrow Kft. ügyvezetőjeként reálszektori deviza- és kamatkockázattal kapcsolatos szolgáltatásokat nyújtott, majd 2010-2014-ig az OTP Bank devizastratégájaként régiós szintű befektetési javaslatok kidolgozása és a régiós piaci elemzési tevékenység felügyelete volt fő feladata. Az OTP Banktól kilépve kezdte el politikusi karrierjét.

## A politikában
2014 februárjában a kezdeti civil Milla mozgalomból érkezve lépett be az Együtt – A Korszakváltók Pártjába vezető gazdaságpolitikusként. A 2014-es országgyűlési választáson a párt országos listáján 6. helyen szerepelt. Júniusban a párt elnökségének tagjává választották, illetve augusztusban az Együtt Magyarországért Alapítvány Kuratóriumi Elnöke lett. A közalapítványt 2014 októberben átnevezték Váradi András Alapítvánnyá az alcsúti juhász tragikus halála után. 2015 februárjában a párt alelnökévé választották. 2016. szeptember 21-én bejelentette, hogy kilép a pártból, és lemond a pártalapítvány kuratóriumi elnöki pozíciójáról, mert az Együtt balra tolódott és nem akar részese lenni egy baloldali összefogásnak az MSZP-vel és a DK-val.

## Családja
Édesapja Pápa Endre építőipari kalkulátor, édesanyja Stótz Edit cipőfelsőrész-készítő, nővére Pápa Bernadett általános iskolai tanár.

## Művei
- Pápa Levente–Valentinyi Ákos: Fiskális fenntarthatóság; Argenta Zrt., Bp., 2007 (Argenta tanulmányok)